# Glimboca

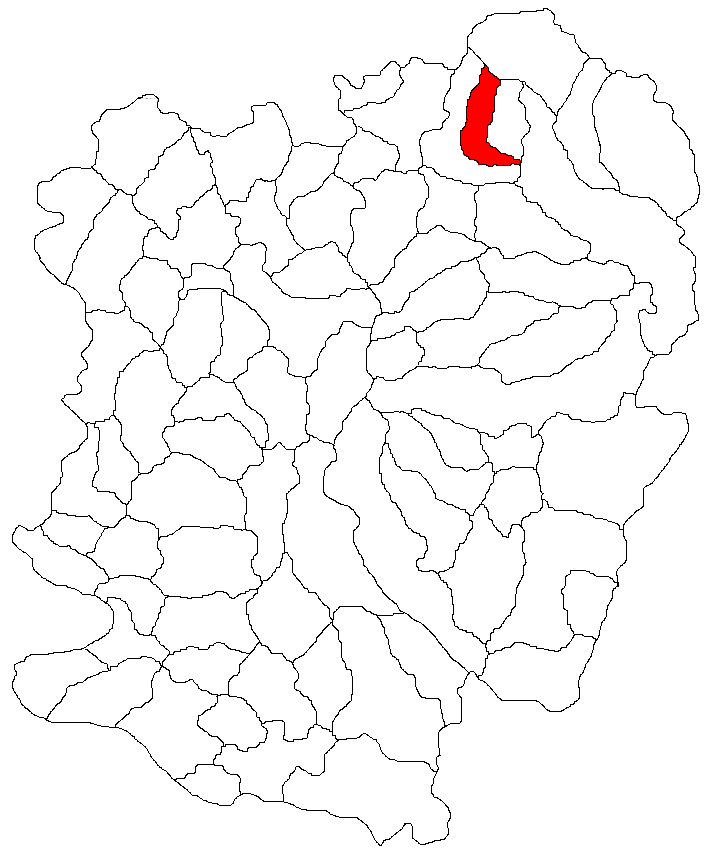
Lage von Glimboca im Kreis Caraș-Severin

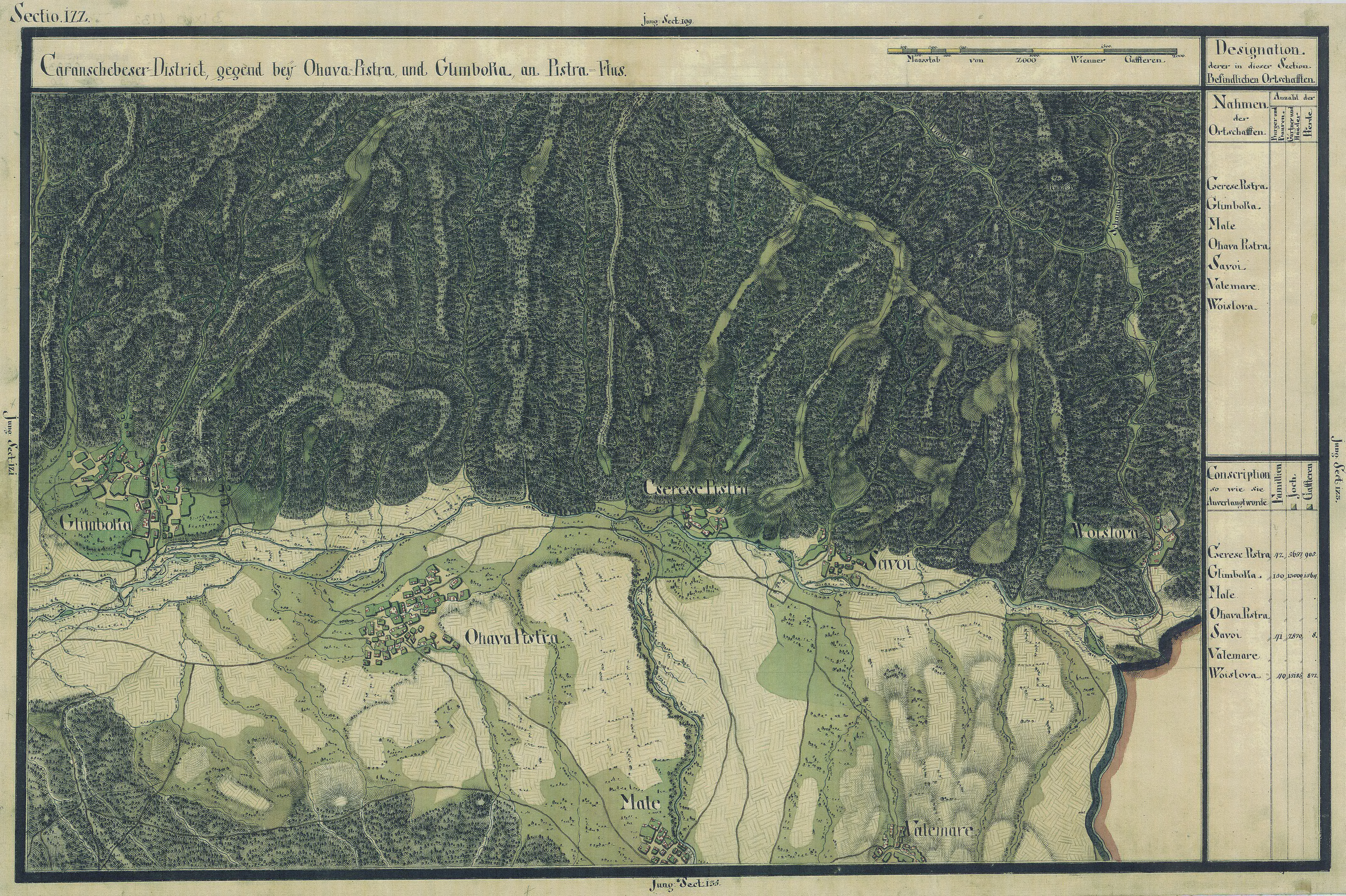
Glimboca während der Josephinischen Landaufnahme

Glimboca (deutsch Glimboka, ungarisch Novákfalva) ist eine Gemeinde im Kreis Caraș-Severin in der Region Banat in Rumänien.

## Geografische Lage
Glimboca liegt im Nordosten des Kreises Caraș-Severin, an den südlichen Ausläufern des Poiana-Ruscă-Gebirges an der Nationalstraße DN68, in 61 Kilometer Entfernung von Reșița und 4 Kilometer von Oțelu Roșu.

## Nachbarorte
| Maciova | Bistra                                      | Oțelu Roșu |
| Ciuta   | Kompassrose, die auf Nachbargemeinden zeigt | Măgura     |
| Obreja  | Var                                         | Măru       |

## Geschichte
Die Ortschaft wurde 1370 erstmals urkundlich unter dem Namen Novaci erwähnt.
Der Ursprung des Namens Glimboca ist nicht eindeutig geklärt. Nach manchen Historikern ist er dakischen, nach anderen slawischen Ursprungs.
Im Laufe der Zeit tritt die Ortschaft unter verschiedenen Namen in Erscheinung: 1370 Nouak, 1430 Nowak, 1433 Novakfalva, 1447 Noachfalva, 1475 Glamboka, 1580 Novakfalva, Glemboka, 1808 Glimboka, 1913 Novákfalva.
Bis 1526 gehörte die Ortschaft zum Königreich Ungarn. Während der osmanischen Herrschaft (1526–1718) gehörte sie zum Vilâyet Timișoara. Von 1718 bis 1778 war die Ortschaft Teil der Habsburger Krondomäne Temescher Banat. 1778 wurde das Banat von der Kaiserin Maria Theresia dem Königreich Ungarn zugesprochen. Von 1849 bis 1860 war Glimboka Teil eines eigenständigen Kronlandes der Woiwodschaft Serbien und Temescher Banat. Nach dem Österreichisch-Ungarischen Ausgleich (1867) wurde das Banat dem Königreich Ungarn innerhalb der Doppelmonarchie Österreich-Ungarn angegliedert. Der Vertrag von Trianon am 4. Juni 1920 hatte die Dreiteilung des Banats zur Folge, wodurch Glimboca an das Königreich Rumänien fiel.
Im ersten Jahrzehnt des 20. Jahrhunderts fand das Gesetz zur Magyarisierung der Ortsnamen (Ga. 4/1898) Anwendung, einschließlich der Magyarisierung aller Toponyme auf Kartenwerken, Grundbuchauszügen und Stadtplänen. Die amtliche Ortsbezeichnung war Novakfalva. Die ungarischen Ortsbezeichnungen blieben bis zur Verwaltungsreform von 1923 im Königreich Rumänien gültig, als die rumänischen Ortsbezeichnungen eingeführt wurden. Die amtliche Ortsbezeichnung ist seitdem Glimboca.

## Bevölkerungsentwicklung
| 1880 | 1635 | 1553 | 11 | 50 | 21  |
| 1910 | 2224 | 2120 | 20 | 53 | 31  |
| 1930 | 2262 | 1949 | 23 | 47 | 243 |
| 1977 | 2371 | 2302 | 20 | 8  | 41  |
| 2002 | 1930 | 1911 | 6  | 4  | 9   |
| 2021 | 1626 | 1517 | 2  | -  | 107 |